# Sân vận động Moustoir
Sân vận động Moustoir - Yves Allainmat, hay còn gọi là Sân vận động Moustoir, là một sân vận động đa năng ở Lorient, Pháp. Nó hiện được sử dụng chủ yếu cho các trận đấu bóng đá và là sân nhà của câu lạc bộ Lorient. Sân vận động có thể chứa tới 18.110 người với khán đài mới phía nam.

## Tai nạn năm 2020
Sau trận đấu giữa Lorient và Rennes tại Sân vận động Moustoir vào ngày 20 tháng 12 năm 2020, một đoạn đường chiếu sáng đã rơi trúng vào một người coi sân. Vụ tai nạn xảy ra lúc 19:00 giờ địa phương, ngay sau khi Les Merlus bị Les Rennais đánh bại 3–0 trong trận Derby Breton. Nạn nhân 38 tuổi được đưa đến bệnh viện Scorff và đang trong tình trạng nguy kịch. Đang làm tình nguyện viên, người này cuối cùng đã chết vì vết thương. Ông là cha của ba đứa con.
Hai tình nguyện viên trông coi sân bãi khác đã được đưa đến bệnh viện do bị sốc trước vụ tai nạn nhưng không bị thương về thể chất. Bốn người khác cũng bị sốc đã tự mình đến bệnh viện.